# ترسيب الطبقة الذرية

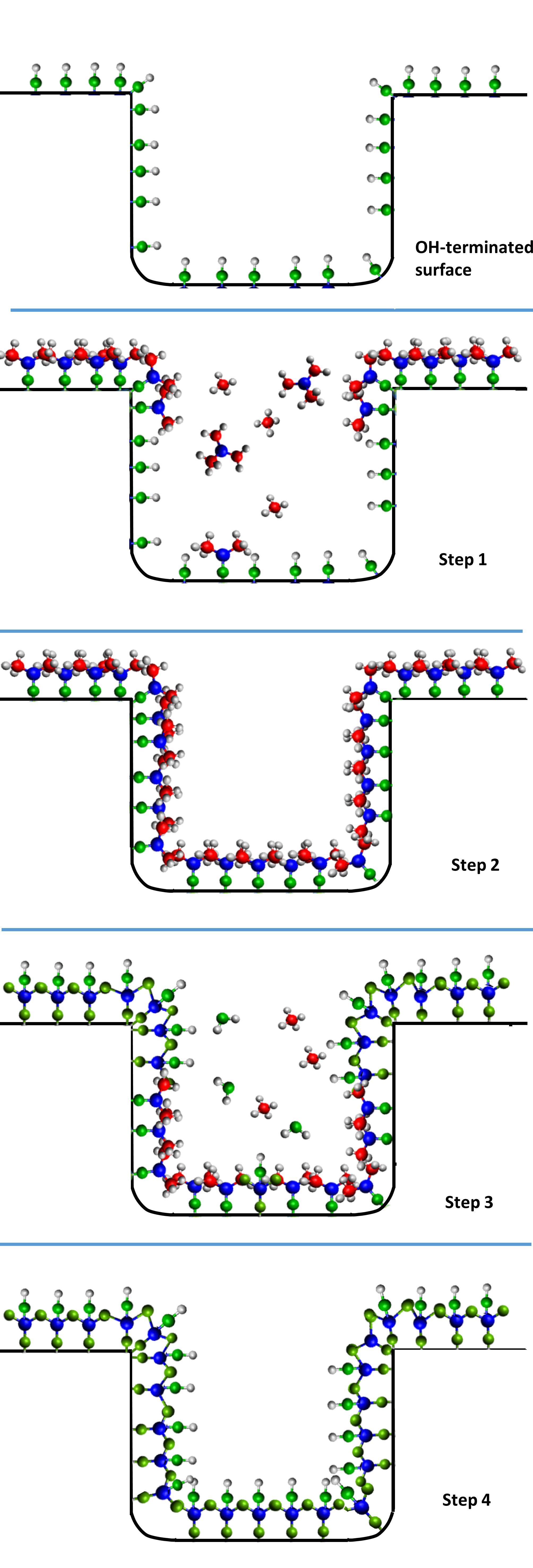
تمثيل لتفاعل في تقنية ترسيب الطبقة الذرية باستخدام ثلاثي ميثيل الألومنيوم على سطح حاو على مجموعات هيدروكسيل.

ترسيب الطبقة الذرية (ملاحظة 1) هي تقنية ترسيب غشاء رقيق اعتماداً على عملية كيميائية في الطور الغازي، وهي تصنف ضمن عمليات الترسيب الكيميائي للبخار.
يعتمد أسلوب ترسيب الطبقة الذرية على استخدام مركبات طليعية بادئة، والتي تتفاعل مع سطح المادة المراد الترسيب عليها، مما يؤدي إلى تشكل بطيء من غشاء رقيق.
تعد تقنية ترسيب الطبقة الذرية مهماً في تصنيع مكونات من أشباه الموصلات، وكذلك في صناعة المواد النانوية.